# David Burtka
David Burtka (* 29. května 1975) je americký herec, moderátor a kuchař. V současnosti pracuje jako reportér televizní zábavy pro E! News. Jeho životním partnerem je americký herec Neil Patrick Harris. V roce 2010 se jim, za pomoci náhradní matky, narodila dvojčata – Gideon Scott a Harper Grace.

## Kariéra
David Burtka se narodil v Dearbornu v Michiganu. Vyrostl ve městě Canton, kde také absolvoval v roce 1993 střední školu. Poté vystudoval univerzitu v Michiganu, kde získal titul bakaláře v oboru výtvarných umění. Jeho další kariéra byla velmi rozmanitá. David má za sebou několik rolí jak na Broadwayi (Gypsy 2003) tak v televizi (West Wing 2002). V roce 2001 získal Clarence Derwent Award pro nejvíce slibného herce. Po několika hostujících rolích ve známých seriálech jako je Správná Susan a Jak jsem poznal vaši matku však jeho herecká kariéra prozatím skončila. V roce 2009 se rozhodl stát kuchařem na plný úvazek a vystudoval Le Crodon Bleu College na kulinářském institutu v Pasadeně. Ve stejném roce založil v Los Angeles cateringovou společnost, Gourmet M.D. V současnosti pracuje jako reportér televizní zábavy pro E! News.

## Osobní život
Životním partnerem Davida Burtky je americký herec Neil Patrick Harris. Pár je spolu od roku 2004. V roce 2010 se jim s pomocí náhradní matky narodila dvojčata - Gideon Scott a Harper Grace. Burtka a Harris prohlásili, že neví, čí je dítě a ani to vědět nechtějí.[zdroj⁠?!] V roce 2011 přes Twitter ohlásili své zasnoubení, v září 2014 spolu uzavřeli sňatek. David Burtka se výrazně podílí na některých pracovních projektech svého partnera, který ho označuje za svou lepší polovičku.